# Jussi Pajunen
Jussi Pajunen (né le 5 septembre 1954 à Helsinki) est un homme politique finlandais, membre du parti de la Coalition nationale et maire d'Helsinki depuis le 1er juin 2005.
Issu d'une famille fondatrice d'une importante chaîne de distribution alimentaire, historiquement liée au parti libéral finlandais, il est diplômé de l'école supérieure de commerce d'Helsinki en 1997 puis de l'INSEAD (MBA) en 1980.
Travaillant pour l'entreprise familiale Alepa même pendant quelques années après son rachat par le Groupe S, il entre en politique en 1987 pour le compte du Parti libéral, échouant à conquérir un siège de député aux législatives de 1987 et étant seulement suppléant au conseil municipal d'Helsinki à partir de 1992.
En 1996, il quitte le petit parti libéral pour le parti conservateur et est élu au conseil municipal de la capitale l'année suivante.
Il intègre l'exécutif communal dès 1999, devient président du bureau exécutif municipal en 2003 avant de succéder à Eva-Riitta Siitonen au poste de maire en 2005 pour un mandat de 7 ans, renouvelé depuis.

## Distinctions
- Ordre de l'Étoile blanche d'Estonie de 3e classe, 2007

## Sources
1. 1 2  (fi) CV de Jussi Pajunen